# Marcelina Kiala
Marcelina Kiala (født 9. november 1979) er en angolansk kvindelig håndboldspiller som spiller for Angola. Hun deltog i Sommer-OL 2000, VM i håndbold 2005 og 2007. Hun er søster til den kvindelige angolanske håndboldspiller, Luisa Kiala. . I øjeblikket spiller hun for den angolanske klub Petro Atletico Luanda.

## Meritter
Africa Cup
- (2000, 2002, 2004, 2006, 2008)
- 2008 – Afrikamesterskabet i håndbold (kvinder), spillede for Angola.